# Edificio postale di Roma (viale Mazzini)
L'edificio postale Roma Prati, noto come Posta di viale Mazzini, è un edificio postale di Roma situato in viale Giuseppe Mazzini, nel quartiere Della Vittoria.
Ospita l'ufficio postale Roma Prati (Frazionario 55648).

## Storia
La realizzazione di questo ufficio postale, insieme a quelli di piazza Bologna, via Taranto e via Marmorata, rientrava nel piano dello sviluppo dell'Urbe, che prevedeva il decentramento dei servizi in zone esterne al nucleo storico della città.
Nel 1932 il concorso per la realizzazione dell'opera, bandito dal Ministero delle comunicazioni, fu vinto dall'architetto Armando Titta.

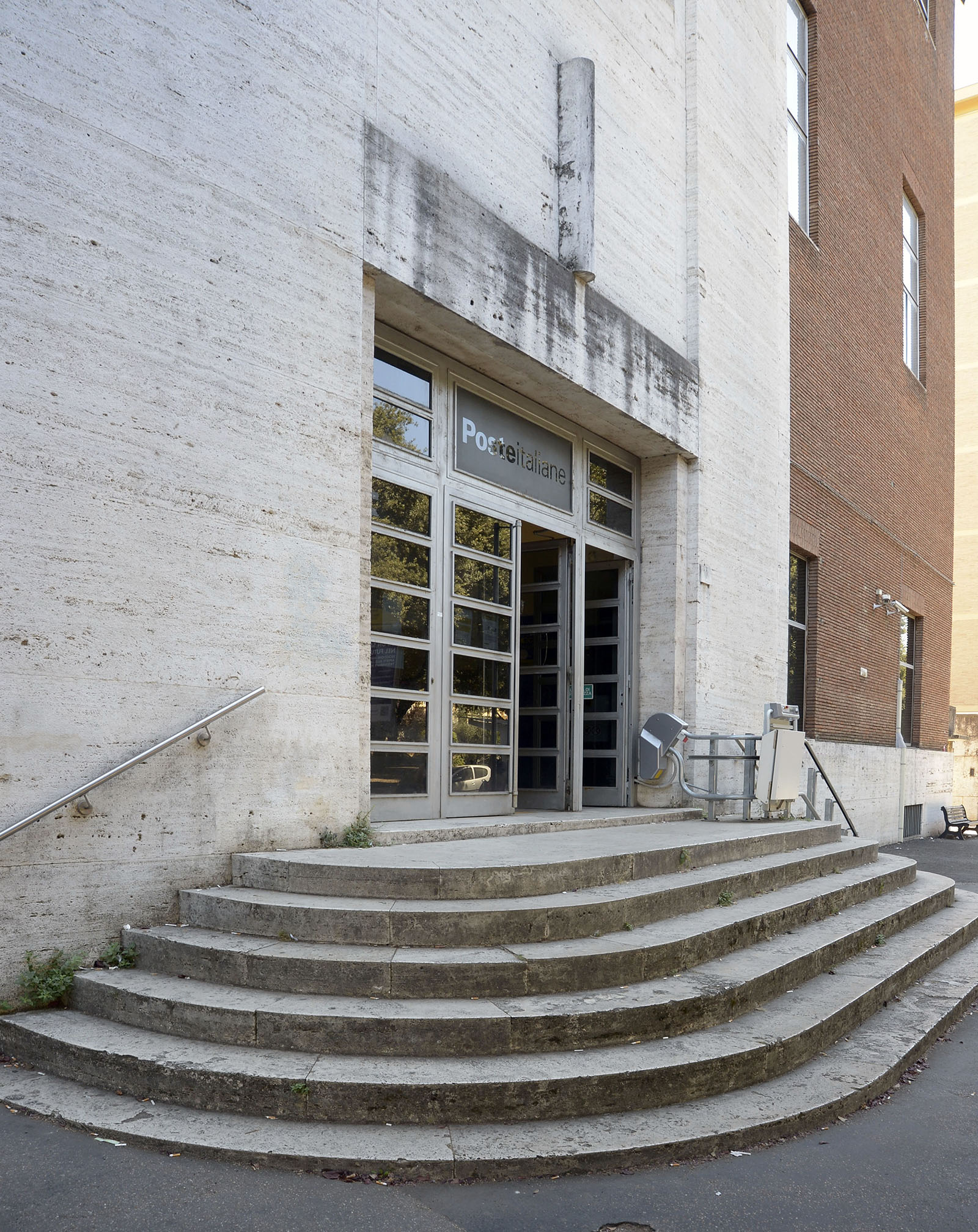
La scala di accesso

## Descrizione

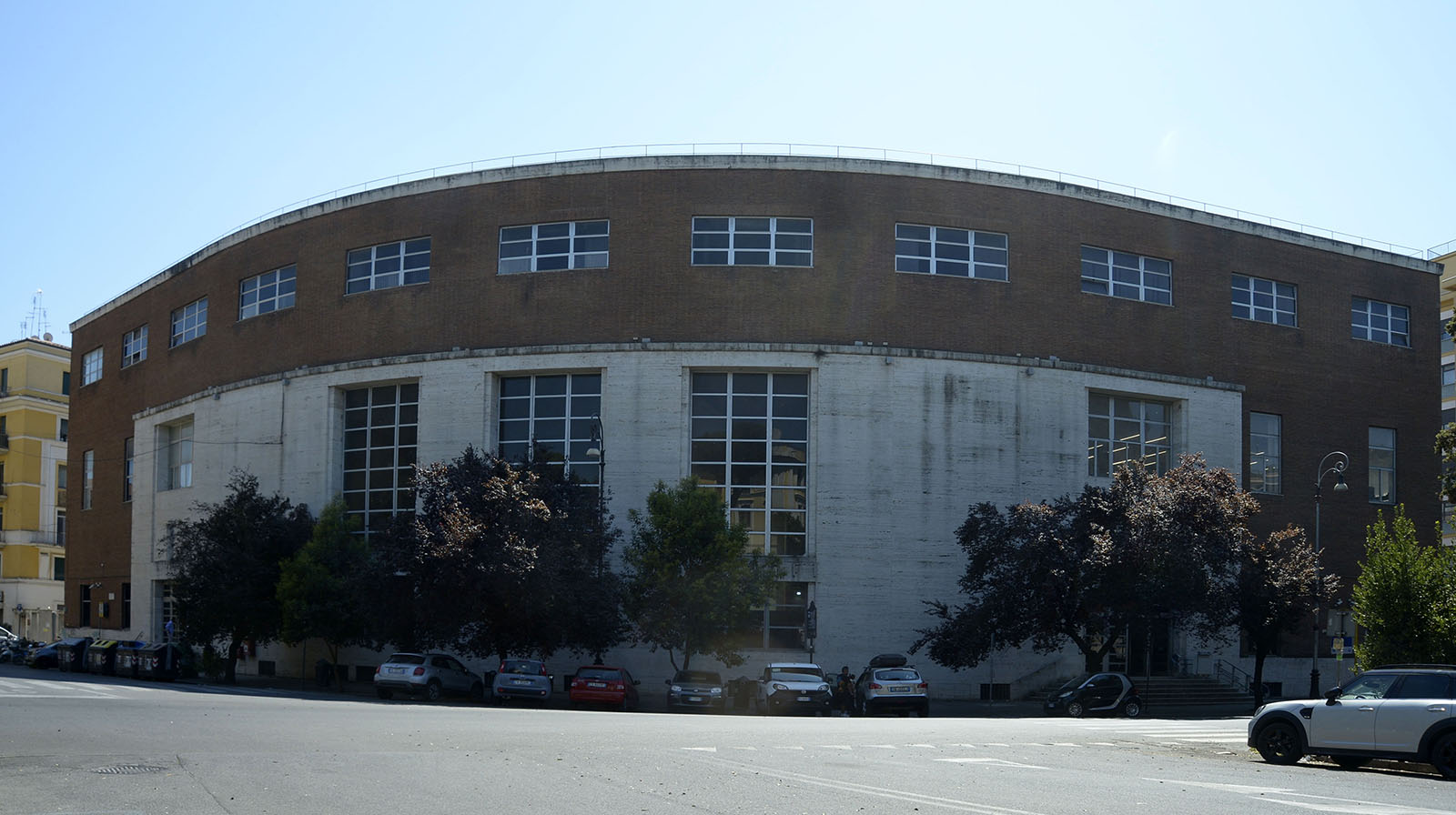
Il lato frontale

L'edificio, a pianta trapezoidale, è caratterizzato dalla facciata a curvatura unica e per il rivestimento a cortina in listelli di travertino bianco di Tivoli, e rappresenta una delle opere più interessanti dell'architettura razionalista italiana.